# حادثه‌جویان (فیلم ۱۳۴۹)
حادثه‌جویان فیلمی به کارگردانی مهدی امیرقاسم خانی و نویسندگی احمد نجیب‌زاده محصول سال ۱۳۴۹ است.

## خلاصه داستان
سه دوست، هرزگی و قمار را کنار می‌گذارند و در خانهٔ مرد میلیونری استخدام می‌شوند…

## بازیگران
- منوچهر وثوق
- فریبا خاتمی
- همایون
- جواد قائم‌مقامی
- ثریا بهشتی
- لی‌لی
- پیشواییان
- جهانگیر فروهر
- احمد قدکچیان
- محمدتقی کهنمویی
- محمدرضا رفیعی
- رضا شفیع
- فرج مولایی